# Selvitsa cachabensis
Selvitsa cachabensis är en insektsart som först beskrevs av William Lucas Distant 1908.  Selvitsa cachabensis ingår i släktet Selvitsa och familjen dvärgstritar. Inga underarter finns listade i Catalogue of Life.